# Axel von Ambesser
Axel von Ambesser geboren als Axel Eugen Alexander von Oesterreich (Hamburg, 22 juni 1910 – München, 6 september 1988) was een Duitse acteur, regisseur en schrijver.

## Jeugd en opleiding
Axel von Ambesser werd geboren in 1910 als zoon van de import- en exporthandelaar Alexander von Oesterreich (1875 – 1949) en zijn vrouw Marie Luise von Massow (1881 – 1953). Zijn artiestennaam Axel von Ambesser koos hij op aanraden van zijn vader om bij afroep op alfabetische volgorde bijtijds te worden genoemd.

## Carrière

### Als acteur
Zonder toneelopleiding kreeg hij van de intendant Erich Ziegel een verbintenis bij de Hamburger Kammerspiele en kreeg hij, terwijl hij reeds theater speelde, toneelonderricht van Hans Stiebner en Maria Loja. Tijdens deze periode sloot hij zich ook aan bij het collectief van de Hamburger acteurs, dat was opgericht door zijn vrienden Gerhard Hinze en Hanus Burger. In de tijd van het Derde Rijk werkte hij mee bij verschillende theaterensembles. In de rol van jeugdige held kwam hij bij het Stadttheater Augsburg, daarna bij de Münchner Kammerspiele van Otto Falckenburg voor rollen als minnaar en karakterkomiek en reeds in 1936 naar het Deutsches Theater Berlin van Heinz Hilpert. Hij speelde ook in het Theater in der Josefstadt in Wenen. Ten slotte werd hij gecontracteerd door Gustaf Gründgens voor het Staatstheater in Berlijn. Bovendien acteerde hij in verschillende films, waaronder Frauen sind keine Engel (1943).

### Als auteur
Na de Tweede Wereldoorlog werkte hij steeds meer als auteur voor het toneel, film en televisie en voor het cabaret Die Schaubude in München, waarvoor hij tijdens tournees ook veel bijdragen schreef.

### Als regisseur
Daarnaast hield hij zich ook succesvol bezig als regisseur. Zijn bekendste en succesvolste films zijn Der Pauker (1958) en Der brave Soldat Schwejk (1960), beiden met Heinz Rühmann, verder Der Gauner und der liebe Gott (1960) met Gert Fröbe, Kohlhiesels Tochter (1962) met Liselotte Pulver en de Pater Brown-film Er kann's nicht lassen (1962) met Heinz Rühmann. Tijdens deze periode was hij ook te zien als Wallenstein in Gustav Adolfs Page. Als spreker was zijn stem te horen in Es muß nicht immer Kaviar sein (1961) met O.W. Fischer of als stemacteur van Charlie Chaplin in Monsieur Verdoux.
Voor het theater regisseerde hij zijn eigen stukken, zoals Das Abgründige in Herrn Gerstenberg, Max Mahnke als Mensch, Begegnung im Herbst, Wie führe ich eine Ehe? en Omelette Surprise onder andere in Berlijn, München, Hamburg, Keulen, Düsseldorf, Frankfurt am Main en Wenen. Daarnaast trad hij in zijn producties ook in hoofdrollen op. In de na-oorlogse jaren was Axel von Ambesser de meest gespeelde Duitstalige auteur voor Carl Zuckmayer en Bertold Brecht. Zijn laatste podiumrollen had hij in Curth Flatows Romeo mit grauen Schläfen in München en als keizer Franz Joseph in Ralph Benatzkys operette Im weißen Rößl in het Weense Raimundtheater.

### Als tv-acteur
Later was hij ook vaak te zien op de televisie, zoals in Begegnung im Herbst, Omelette surprise, Der Vorhang fällt, Großer Bahnhof, Alte Sünden rosten nicht en in Tatort – Annoncen-Mord. In 1988 was hij te zien in Die Schwarzwaldklinik als Landesgerichtsrat Eckner in de aflevering Der alte Herr. Tijdens de spelshow Die Montagsmahler (ARD, 117e aflevering) op 12 juli 1988 was hij samen met zijn dochter Gwendolyn voor de laatste keer live te gast in een tv-uitzending.

## Privéleven en overlijden
In 1985 publiceerde hij zijn autobiografie Nimm einen Namen mit A en in 1987 de roman Aber frag mich nur nicht wie … Axel von Ambesser was sinds 1937 gehuwd met de actrice Inge Flemming (1914 – 1995). Zijn dochter Gwendolyn is net als haar vader regisseur, auteur en actrice. Hij overleed op 6 september 1988 in de leeftijd van 78 jaar in München en werd bijgezet op het oude Niendorfer kerkhof in Hamburg. Op zijn grafsteen staat zijn eigenlijke achternaam von Oesterreich. In München in het stadsdeel Thalkirchen is een straat naar hem genoemd, de Axel-von-Ambesser-Straße. In april 2011 verscheen de door zijn dochter geschreven biografie Schauspieler fasst man nicht an. Zijn omvangrijke schriftelijke nalatenschap bevindt zich in het archief van de Akademie der Künste in Berlijn.

## Onderscheidingen
- 1961: Golden Globe voor de beste buitenlandse film (Der brave Soldat Schwejk)
- 1971: Bayerischer Verdienstorden
- 1975: Bundesverdienstkreuz am Bande van de Bondsrepubliek Duitsland
- 1979: Nestroy-Ring van de stad Wenen
- 1981: Bayerischer Maximiliansorden voor wetenschap en kunst
- 1985: Gouden Filmband voor zijn langjarige en voortreffelijke prestaties in de Duitse film
- 1985: Großes Bundesverdienstkreuz

## Filmografie
- 1935: Der Gefangene des Königs
- 1938: Der Kampf um Anastasia (korte film)
- 1938: Ein hoffnungsloser Fall
- 1939: Salonwagen E 417
- 1939: Die unheimlichen Wünsche
- 1939: Eine kleine Nachtmusik
- 1940: Das Herz der Königin
- 1940: Traummusik
- 1941: Annelie
- 1941: Der Tanz mit dem Kaiser
- 1943: Frauen sind keine Engel
- 1943: Die kluge Marianne
- 1943: Karneval der Liebe
- 1944: Der Revisor nach Nicolai Gogol (tv-spel)
- 1944: Der Mann, dem man den Namen stahl
- 1945: Das Mädchen Juanita
- 1945: Verlobte Leute
- 1948: Die seltsamen Abenteuer des Herrn Fridolin B.
- 1949: Verspieltes Leben
- 1949/1950: Sie sind nicht mehr
- 1950: Drei Mädchen spinnen
- 1950: Verträumte Tage
- 1952: Der Mann in der Wanne
- 1952: Monsieur Verdoux – Der Frauenmörder von Paris
- 1952: Tanzende Sterne
- 1953: Glück muß man haben (Drei von denen man spricht) (ook draaiboek en regie)

- 1954: Columbus entdeckt Krähwinkel (alleen auteur)
- 1954: Bruder Martin (Und der Himmel lacht dazu) (alleen regie)
- 1955: Ihr erstes Rendezvous (alleen regie)
- 1956: Der Herr Ornifle van Jean Anouilh (WDR)
- 1956: Pygmalion van George Bernard Shaw (SWR)
- 1956: Wie führe ich eine Ehe? (SWR, ook auteur)
- 1957: Die Freundin meines Mannes (ook regie)
- 1957: Amphitryon (Molière) (SWR, ook regie)
- 1958: Der Pauker (alleen regie)
- 1958: Frau im besten Mannesalter (alleen regie)
- 1959: Die schöne Lügnerin (alleen regie)
- 1959: Bezaubernde Arabella (ook regie)
- 1960: Der brave Soldat Schwejk (regie en presentatie)
- 1960: Der Gauner und der liebe Gott (alleen regie)
- 1960: Gustav Adolfs Page
- 1961: Eine hübscher als die andere (alleen regie)
- 1961: Höllenangst von Johann Nestroy (ORF)
- 1962: Er kann’s nicht lassen (alleen regie)
- 1962: Der Firmling von Karl Valentin (BR, alleen regie)
- 1962: Kohlhiesels Töchter (alleen regie)
- 1963: Frühstück im Doppelbett (regie en commentaar)
- 1963: Harlekinade von Terence Rattigan (ZDF)
- 1963: Es war mir ein Vergnügen
- 1964: Die fünfte Kolonne (tv-serie) – schaduwspelen (ZDF)
- 1964: Das hab ich von Papa gelernt (ook regie)
- 1964: Heirate mich, Chéri (regie en commentator)

- 1965: Das Liebeskarussell (episode-film, ook regie)
- 1965: Die fromme Helene (ook regie)
- 1966: Das Abgründige in Herrn Gerstenberg (ZDF) (ook auteur en regie)
- 1967: Der Werbeoffizier (ZDF, ook regie)
- 1968: Haus Herzenstod van George Bernard Shaw (BR)
- 1970: Ardèle oder das Gänseblümchen van Jean Anouilh (ORF)
- 1971: Der erste Frühlingstag (BR, alleen regie)
- 1971: Der fidele Bauer (ORF, alleen regie)
- 1973: Tod auf der Themse (ZDF)
- 1974: Die schöne Helena, van Offenbach (ZDF, regie en presentatie)
- 1975: Hände gut, alles gut (BR, (alleen regie)
- 1976: Tatort: Annoncen-Mord (ORF)
- 1977: Begegnung im Herbst (ZDF, ook regie en auteur)
- 1979: Der Eisvogel (ZDF, ook regie)
- 1980: Die liebe Familie (ORF)
- 1981: Bring es mir bei, Celine (ZDF, alleen regie)
- 1982: Omelette Surprise (komedie) (ORF, ook regie en auteur)
- 1983: Frau Juliane Winkler (WDR)
- 1983: Die Violette Mütze (ZDF, alleen regie)
- 1983: Großer Bahnhof (ZDF)
- 1984: Ein idealer Gatte van Oscar Wilde (ORF)
- 1984: Alte Sünden rosten nicht (ZDF, ook regie)
- 1985: Aus familiären Gründen (ZDF, alleen regie)
- 1986: Der Vorhang fällt (ORF, ook auteur)
- 1986: Nie sollst Du mich befragen (ZDF)
- 1988: Die Schwarzwaldklinik – Der alte Herr (ZDF)

## Hoorspelen
- 1963: Herbert Asmodi: Die Harakiri-Serie – Regie: Hans-Dieter Schwarze (misdaadhoorspel – BR/HR)

- 1969 John Wainwright: Der Mörder der Emma Forcett – Regie: Otto Kurth - (misdaadhoorspel – WDR)

## Boeken
Biografie;
- Nimm einen Namen mit A. Ullstein, Frankfurt/M. 1988, ISBN 3-548-20904-1.

Roman;
- Aber fragt mich nur nicht, wie ... Roman. Ullstein, Frankfurt/M. 1990, ISBN 3-548-22280-3.

eigen stukken;
- Die Globus AG zeigt: Ein Künstlerleben. Komedie. Verlag Ahn & Simrock, Hamburg 1939.
- Der Hut. Komedie in 3 bedrijven. Verlag Ahn & Simrock, Hamburg 1940.
- Wie führe ich eine Ehe? Cursus in 3 bedrijven. Verlag Ahn & Simrock, Hamburg 1940.
- Lebensmut zu hohen Preisen. Komedie. Verlag Ahn & Simrock, Hamburg 1943
- Das Abgründige in Herrn Gerstenberg. Desch Verlag, München 1946
- Der Fall der Witwe von Ephisus. Verlag Ahn & Simrock, Hamburg 1949.
- Mirakel im Müll oder wie man Arbeit vermeidet. Een levensportret in 3 bedrijven. Verlag Ahn & Simrock, Hamburg 1959.
- Begegnung im Herbst. Komedie in 3 bedrijven. Desch Verlag, München 1967 (vorige titel: Der Reisebegleiter).
- Max Mahnke als Mensch. Komedie in 3 bedrijven. Desch Verlag, München um 1973.
- Omelette surprise. Plezier in 5 bedrijven. Verlag Ahn & Simrock, Hamburg 1979.
- Die Schule der Witwen. Fantastische klucht. Verlag Ahn & Simrock, Hamburg 1981.

bewerkte stukken;
- Lope de Vega: Tumult in Narrenhaus. Blijspel in 3 bedrijven (Los locos de Valencia). Verlag Ahn & Simrock, Hamburg 1953.
- Joseph von Eichendorff: Die Freier. Blijspel in 3 bedrijven. Desch Verlag, München 1967.
- Brandon Thomas: Charleys Tante. Komedie in 3 bedrijven (Charley's aunt). Verlag Ahn & Simrock, Hamburg 1950
- Eugène Marin Labiche: Der Florentinerhut. Klucht in 5 bedrijven (Un chapeau de paille d'Italie). Drei Masken Verlag, München 1965.
- Molière: Der eingebildete Kranke. 3 bedrijven met muziek en dans (Le malade imaginaire). Chronos-Verlag, Hamburg 1950.
- George Farquhar: Der Werbeoffizier. Komedie in 2 bedrijven (The recruiting officer). Ahn & Simrock, München 1964 (samen met Robert Gillner).

- Bibliothèque nationale de France: cb14041776z (data)
- Gemeinsame Normdatei: 118833448
- International Standard Name Identifier: 0000 0000 8187 5327
- Library of Congress Control Number: n85385073
- Nederlandse Thesaurus van Auteursnamen: 136456294
- SNAC: w6973nnj
- Virtual International Authority File: 118457522
- WorldCat: E39PBJhRGMVXX78KpbBFV99xDq